# Alngith
Alngith är ett utdött australiskt språk. Alngith talades i Queensland och tillhörde de pama-nyunganska språken..